# Portasystemet
Portasystemet, den del av blodomloppet som består av portvenen och de vener som mynnar i portvenen. Portasystemet transporterar upptagna substanser ur tarmarna till levern via dess kapillärnätverk, varpå blodet sedan förs vidare till hjärtat via den nedre hålvenen. Ett portasystem innebär att blodet passerar mer än ett kapillärsystem innan det kommer tillbaka till hjärtat. Andra exempel på portasystem finns bland annat i hypofysen som har ett venöst portasystem och i njurarna som har ett arteriellt portasystem. 